# 岐阜県教育委員会
岐阜県教育委員会（ぎふけんきょういくいいんかい）は、岐阜県の教育委員会である。

## 概要
岐阜県内の教育に関する事務を所掌する行政委員会であり、6人の委員で構成される。近年は学力向上、高校改革などの教育改革に取り組んでいる。
広義では、教育委員会の執行機関である教育委員会事務局を含めて、教育委員会と呼ぶこともある。
教育委員会の代表者であり、事務の執行責任者でもあり、事務局の長でもある教育長は、教育委員会の委員を兼任する。2018年4月現在の教育長は安福正寿。

## 組織
- 教育総務課
- 教育管理課
- 教育財務課
- 教職員課-福利厚生室
- 教育研修課
- 学校安全課
- 学校支援課
- 特別支援教育課
- 体育健康課

- 教育事務所（岐阜・西濃・美濃・可茂・東濃・飛騨　計6事務所）
- 県立高等学校（岐阜・岐阜北・長良・岐山・加納・羽島北・岐阜総合学園・岐阜城北・岐阜商業・岐南工業・各務原・各務原西・岐阜各務野・本巣松陽・岐阜農林・山県・羽島・岐阜工業・揖斐・池田・大垣北・大垣南・大垣東・大垣西・大垣養老・大垣商業・大垣工業・大垣桜・不破・海津明誠・郡上北・郡上・武儀・関有知・関・加茂・加茂農林・八百津・東濃・東濃実業・可児・可児工業・多治見・多治見北・多治見工業・瑞浪・土岐紅陵・土岐商業・恵那・恵那南・恵那農業・中津・坂下・中津商業・中津川工業・益田清風・斐太・飛騨高山・高山工業・吉城・飛騨神岡・華陽フロンティア・東濃フロンティア　計63校）
- 県立特別支援学校（岐阜盲学校・岐阜聾学校・長良・岐阜希望が丘・岐阜本巣・岐阜清流高等・羽島・揖斐・大垣・西濃高等・海津・郡上・関・中濃・可茂・東濃・恵那・下呂・飛騨・飛騨高山日赤分校・飛騨吉城　計21校）

## 日商簿記甲子園
- 岐阜県教育委員会は、日本商工会議所が2024年度から開催する第1回全国高等学校日商簿記選手権大会（日商簿記甲子園：日商簿記検定施行70周年記念事業）[3]を後援し、商業高等学校等の高校生を支援している。

## 所在地
- 〒500-8570　岐阜市薮田南2-1-1 岐阜県庁(11階)